# Риналди, Жилмар
Жилма́р Луи́с Рина́лди (порт. Gilmar Luís Rinaldi; 13 января 1959 года, Эрешин, Риу-Гранди-ду-Сул, Бразилия) — бразильский футболист, вратарь. Чемпион мира 1994. По окончании карьеры футболиста работал агентом — среди его клиентов был, в частности, нападающий сборной Бразилии Адриано. С 17 июля 2014 года был назначен КБФ главным куратором всех сборных Бразилии.

## Биография
Начал профессиональную карьеру в 1978 году в «Интернасьонале». Он стал пятикратным чемпионом штата Риу-Гранди-ду-Сул, а также чемпионом Бразилии в 1979 году. Однако в этот период появлялся на поле относительно редко и твёрдым игроком основы стал только после перехода в «Сан-Паулу» в 1985 году. Примечательно, что уход Жилмара открыл дорогу в основной состав «Интера» Клаудио Таффарелу, основному вратарю бразильцев на чемпионате мира 1994 года.
В том же 1985 году Жилмар выиграл Лигу Паулисту. В следующем году впервые в качестве «титулара» (игрока основы) стал чемпионом Бразилии, причём в финальном противостоянии сопротивление «Гуарани» из Кампинаса удалось преодолеть только в серии пенальти. Также Жилмар Риналди за 6 лет в стане «трёхцветных» завоевал ещё два титула чемпиона штата Сан-Паулу.
На рубеже 1980—1990-х гг. Жилмару приходилось справляться с мощной конкуренцией на клубном уровне — сначала со стороны Роберто Рохаса, а затем Дзетти. Последний также стал в 1994 году чемпионом мира. На тот момент Жилмар Риналди уже выступал за «Фламенго», с которым в 1991—1994 гг. выиграл чемпионат штата Рио-де-Жанейро и чемпионат Бразилии.
Из-за мощной конкуренции, в первую очередь, со стороны Таффарела, Жилмар никогда не являлся в сборной Бразилии игроком основы, лишь изредка появляясь на поле. С 1986 по 1995 год он сыграл за Селесао всего в 9 матчах (по другим данным — в десяти). Несмотря ни на что, именно 35-летний Жилмар был включён в заявку сборной в 1994 году в качестве дублёра Таффарела (наряду с Дзетти), и также завоевал чемпионский титул.
С 1995 по 1999 год Жилмар Риналди выступал в Японии. Затем работал футбольным агентом, попал в структуру Бразильской конфедерации футбола. С 2014 года является главным куратором всех сборных Бразилии по футболу — от юношеской до основной.

## Статистика выступлений
| Сборная Бразилии | Сборная Бразилии | Сборная Бразилии |
| Год              | Игры             | Голы             |
| ---------------- | ---------------- | ---------------- |
| 1986             | 2                | 0                |
| 1987             | 2                | 0                |
| 1992             | 2                | 0                |
| 1993             | 1                | 0                |
| 1995             | 2                | 0                |
| Итого            | 9                | 0                |

## Достижения
- Чемпион Бразилии (2): 1986, 1992
- Чемпион штата Сан-Паулу (3): 1985, 1987, 1989
- Чемпион штата Рио-де-Жанейро (1): 1991
- Чемпион штата Риу-Гранди-ду-Сул (4): 1981, 1982, 1983, 1984
- Чемпион мира (1): 1994